# فیدارستات
فیدارستات (انگلیسی: Fidarestat) یک داروی مهارکننده آلدوز ردوکتاز است که تحت بررسی برای درمان نوروپاتی دیابتی است.